# Bleu de Coomassie brillant
Les bleus de Coomassie brillants sont deux composés organiques à structure triphénylméthane employés comme colorants textiles (applications industrielles) et en biochimie pour les protéines. En se liant aux protéines ils permettent de les doser en solution par colorimétrie (méthode dite de Bradford) et de les visualiser sur les gels d'électrophorèse (par exemple en SDS-PAGE).

## Noms et propriétés
Comme pour beaucoup de colorants, le bleu de Coomassie tient son nom de la localité africaine de Kumasi, actuellement dans le territoire du Ghana; il était développé comme teinture pour laine acide, et fut nommé en commémoration de l'occupation britannique de la capitale d'Ashanti en 1896, alors appelée Coomassie.
On distingue le bleu de Coomassie brillant R-250 (C.I. 42660) à la couleur bleue teintée de rouge, d'où la lettre R, du bleu de Coomassie brillant G-250 (C.I. 42655) à la couleur bleue teintée de vert, d'où la lettre G (en anglais Green). Ces deux molécules sont structurellement très proches : elles ne diffèrent que par la présence de deux groupements méthyle ajoutés sur deux des cycles benzéniques centraux dans la molécule de G-250 par rapport à celle de R-250.
Il faut les distinguer du « bleu de Coomassie RL » (C.I. 13390, ou encore Acid Blue 92) dont la structure est très différente puisqu'il ne s'agit pas d'un triphénylméthane.
La différence de couleur entre les deux molécules dépend aussi du pH (le G-250 devient peu coloré entre pH 2 et 3). Ceci repose sur leur différence de structure qui affecte également la coloration donnée aux protéines selon la composition de ces dernières : l'interaction Coomassie/protéines implique des interactions ioniques (via les 2 groupes sulfonyl et les groupes azote), mais aussi hydrophobes complexes - impliquant les acides aminés aromatiques (phenylalanine, tyrosine, tryptophane) et à chaine basique (arginine surtout, lysine, histidine). Enfin, le G-250 est plus hydrosoluble.
Les 2 formes R-250 et G-250 peuvent être utilisées dans une même application, mais de façon non interchangeable car notamment elles ne colorent pas les protéines de la même façon.

## Applications

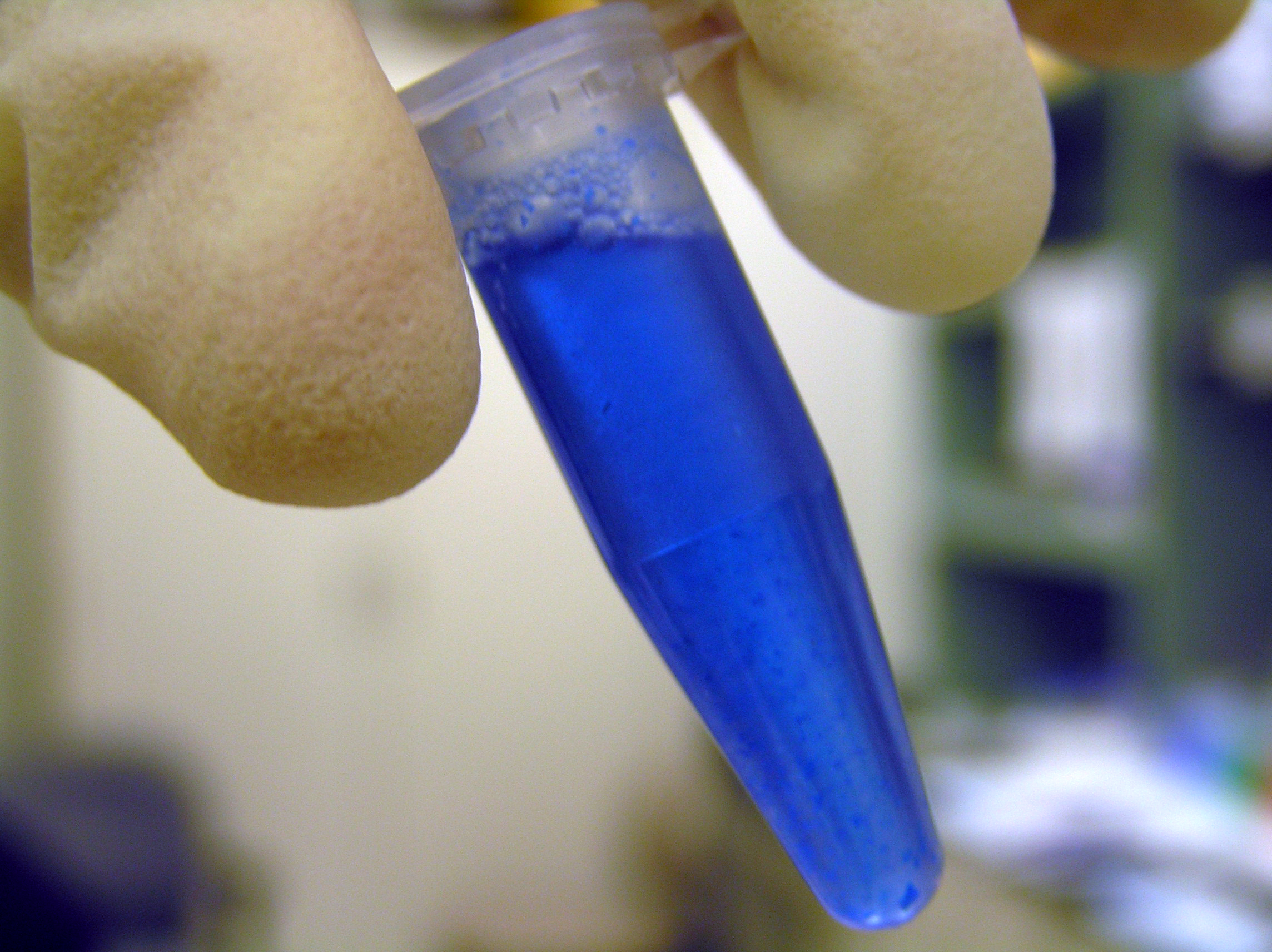
ADN en suspension dans une solution de bleu de Coomassie

Le  bleu de Coomassie G-250 est largement utilisé pour le dosage des protéines en solution par colorimétrie. Le R-250 est plutôt utilisé pour la coloration des protéines sur gel d'électrophorèse, et plus récemment aussi le G-250 (sans étape de décoloration).

### Dosage colorimétrique des protéines par la méthode de Bradford
Dans la méthode de Bradford de dosage des protéines, le bleu de Coomassie forme avec les protéines en milieu acide un complexe soluble dont l'absorbance initiale de 465 nm vire à 595 nm, l'intensité de coloration étant proportionnelle à la concentration en protéines. L'absorbance permet de calculer la concentration en protéines d'après la loi de Beer-Lambert. Cependant l'intensité de coloration dépend aussi en partie de la nature de la protéine dosée.
Formule classique du réactif de Bradford
- 0,01 % de bleu de Coomassie G-250
- 4,7 % d'éthanol,
- 8,5 % d'acide phosphorique, in ddH2O.

### Électrophorèse des protéines
Pour l'électrophorèse sur gel de polyacrylamide en présence de sodium dodécyl sulfate (SDS-PAGE), après migration des protéines, le gel est démoulé puis trempé dans une solution acide du colorant, et enfin soumis à des lavages pour enlever l'excès de bleu faisant apparaitre les bandes protéines en bleu. Des formulations avec le Coomassie G-250, dites colloïdales, permettent de s'affranchir de l'étape de lavage pour une première lecture directe, le lavage restant néanmoins utilepour une lecture optimale.
Solution de coloration
- 2,5 g de bleu de Coomassie R-250,
- 455 ml de méthanol (ou d'éthanol),
- 455 ml d'eau distillée et désionisée (ddH2O),
- 90 ml d'acide acétique glacial (GAA) (ou d'acide citrique)

Solution de lavage (décoloration)
- 455 ml de méthanol (ou d'éthanol),
- 455 ml de ddH2O,
- 90 ml de GAA.

Le lavage peut également être effectué à l'eau, en chauffant.
Une solution éthanol 10 % acide acétique 10 % est très efficace, surtout chauffée (passage au four à micro-ondes de quelques minutes), et bien moins toxique que le méthanol[réf. nécessaire].

### Autres applications
Une expérience réalisée sur des rats semble indiquer un potentiel neuroprotecteur dans un modèle expérimental de lésion médullaire,. Dans une autre étude, le bleu de Coomassie G-250 a servi à identifier le sexe biologique d'individus humains à partir de leurs empreintes digitales.